# 2025年科達倫槍擊案
太平洋夏令時間2025年6月29日，美國愛達荷州科達倫附近的坎菲爾德山（Canfield Mountain）發生一宗蓄意縱火案及槍擊案，兇手借機伏擊前來救援的應急人員，造成2名消防員殉職，另一人重傷。涉事的20歲槍手在警方經過五小時圍捕後死亡。超過300名地方、州及聯邦執法人員趕赴現場支援；調查指出，槍手韋斯·羅利（Wess Roley）持12鉛徑霰彈槍向首批抵達的消防隊員開火，最終飲彈自盡。
在內特爾頓峽谷發生的火災延燒至約26英畝（11公頃）的陡峭林地。截至6月30日，愛達荷州土地局表示，火場西側約三分之二的範圍已完成人工作業防線，但暫未公布具體的控制進度。官員指，尚未掌握作案動機，並形容事件是針對消防人員的「全面伏擊」。事件再次引發全美關注，憂慮針對消防及救護人員的暴力襲擊正不斷增加。

## 背景
坎菲爾德山是一條高約3900呎（1200米）的森林山脊，與城市綠化帶相鄰，深受行山及山地單車愛好者青睞。北愛達荷州在2025年山火季開始前，因春季異常乾旱，導致林地燃料累積超出往年水平，促使愛達荷州土地局提前提高山火警戒級別。

## 襲擊
太平洋夏令時間2025年6月29日下午1時21分，庫特內縣調度中心接報指坎菲爾德山西坡的內特爾頓峽谷出現一宗林火，該火災因此被命名為「內特爾頓峽谷火災」。
約下午2時，來自科達倫消防局、庫特內縣消防及救援部門和北湖消防區的首批消防車隊抵達現場，隨即遭到槍擊。消防員透過無線電報告指現場傳出多次槍聲，他們被迫躲到消防車後方暫避，並一度停止撲救行動。
根據6月30日的簡報，目擊者指羅利曾短暫與首批到場的消防員對話，當時消防員曾要求他移走車輛。調查相信，羅利用打火石點燃灌木後，「刻意誘使」消防員進入伏擊區。他亦疑似運用樹藝師的攀爬技巧，爬上樹枝取得制高點，然後用霰彈槍射擊。
下午3時16分，探員根據羅利手機在山上發出的訊號，協助特警部隊和空中單位收緊搜索包圍圈。下午4時05分至4時30分，縣政府向科達倫市中心以東地區發出就地避難令，呼籲居民留在室內，直至槍手被捕。下午警方無線電頻道的通話顯示，副警長已找到一輛懷疑涉案的車輛。
晚上7時40分，特警人員在火線附近的密林中發現羅利已死亡，疑似飲彈自盡，旁邊找到一把槍械。警長諾里斯表示，證據顯示羅利有預謀地縱火，目的是為了伏擊應急人員，而且他是單獨犯案。
在現場安全獲得控制後，愛達荷州土地局人員於晚上7時30分至10時之間徒步進入火場，開始在當時已蔓延至約15至20英畝（6.1至8.1公頃）的範圍內切割人工作業防線。到翌日早上，火勢擴大至約26英畝（11公頃）的陡峭林地，科達倫上空仍可見到濃煙。

## 受害者
在這宗槍擊案中，兩名消防員殉職，另有一人受傷。
罹難者分別是庫特內縣消防及救援部門的營長法蘭克·哈伍德（Frank Harwood），42歲，以及科達倫消防局的營長約翰·莫里森（John Morrison），52歲。哈伍德在消防界服務17年，並曾服役於陸軍國民警衛隊；莫里森則有超過28年的消防經驗。
受傷的消防員為47歲的工程師大衛·泰斯達爾（David Tysdal），他接受兩次手術後，於6月30日晚上情況穩定，但仍需嚴密觀察。據消防部門官員稱，他現在已經脫離呼吸機，能夠說話，但需要長期康復。

## 行兇者
案發翌日，當局證實槍手為20歲的韋斯·瓦爾·羅利（Wess Val Roley，2005年5月1日－2025年6月29日），出生於加利福尼亞州，近年搬到愛達荷州居住。警長羅拔·諾里斯表示，羅利似乎使用在屍體旁找到的霰彈槍自轟身亡。
據諾里斯指出，羅利曾有五次與警方的輕微接觸紀錄，主要涉及非法入侵或安全檢查，並無犯罪前科。調查人員並未發現任何文獻或跡象顯示他懷有極端思想或意識形態動機。
公共紀錄顯示，羅利曾先後居住於加利福尼亞州和亞利桑那州，2023年遷至科達倫。其祖父戴爾·羅利向媒體透露，家族一直從事樹藝工作，韋斯「一直渴望成為消防員……想在森林中工作」。戴爾補充，孫子持有一把霰彈槍及一把點22口徑步槍；調查人員確認這次襲擊使用霰彈槍，但不排除還有使用其他武器。
探員在火線附近發現羅利的皮卡車，車上滿載物資，估計他在案發前幾周一直以車為家。調查亦認為，羅利利用打火石點燃灌木，目的就是引誘消防員進入伏擊區。
在6月30日的記者會上，當局展示了一張據稱來自羅利已刪除Instagram限時動態的截圖，畫面中他身穿深色迷彩服並戴著面罩，背景音樂則是碧玉的《Hunter》一曲。
截至2025年6月30日，調查人員仍未確定羅利的犯案動機，強調仍在深入調查其背景和可能的意圖。

## 後續

### 行動
在伏擊發生後數小時內，坎菲爾德山上空即宣布對未經授權的飛機及無人機實施臨時禁飛措施。
最終超過300名地方、州及聯邦執法人員被動員，協助現場應變及搜集證據。聯邦調查局及煙酒槍炮及爆裂物管理局的專家在現場徹夜留守，以詳細記錄彈道證據；愛達荷州土地局則於確認現場安全後，重新展開滅火工作。
由於地面人員曾被困多個小時，導致「內特爾頓峽谷火災」到6月30日早上擴大至約26英畝（11公頃）的陡峭林地。愛達荷州土地局表示，雖已在火場周邊建立初步人工作業防線，但尚未公佈確切控制進度，並提醒居民若風向改變，需隨時準備撤離。

### 公眾哀悼與致敬
當晚，一支長達數英里的車隊護送兩名殉職消防員的遺體，從庫特內健康醫院送往斯波坎縣驗屍官辦公室。沿途不少居民站在高速公路天橋上，揮舞美國國旗及愛達荷州州旗，或向車隊敬禮致意。第二次、規模更大的護送儀式訂於7月1日上午舉行，屆時會將哈伍德及莫里森的遺體從斯波坎縣驗屍官辦公室送回科達倫；車隊將於上午10時啟程，沿I-90公路東行，經舍曼大道進入市中心。
愛達荷州州長布拉德·利特爾下令，所有美國及愛達荷州州旗須降半旗，直至消防員追悼儀式翌日為止。在參議院針對一項預算法案辯論期間，參議員麥克·柯瑞柏與吉姆·里施帶領全體議員默哀；國際消防員協會形容這次伏擊是「極其惡劣的暴力行為」，並派出同儕支援團隊到科達倫，協助當地同僚處理情緒與壓力。
多間當地教堂亦開放，提供免費輔導服務，區域危機事件壓力管理團隊亦為各應急部門安排免費減壓輔導。社區居民同時發起多個眾籌計劃，協助殉職及受傷消防員的家屬渡過難關。

## 反應

### 執法與聯邦部門
事發後首兩小時內，已有超過十個公共安全機構迅速趕赴坎菲爾德山現場。庫特內縣警長辦公室負責現場總指揮，獲得愛達荷州警察、科達倫警察局，以及斯波坎、肖肖尼和邦納縣的警察及警長部門支援。聯邦調查局則派出危機談判人員、證據搜集技術人員和空中監察隊伍，來自其斯波坎駐地辦事處的單位亦加入協助。煙酒槍炮及爆裂物管理局西雅圖辦事處派出彈道學專家和認證火災調查員，調查犯罪現場及縱火起點。
空中支援方面，包括配備熱成像儀的美國海關與邊境保護局AS350「松鼠」直升機、兩架斯波坎縣警長直升機，以及多司法轄區特警隊至少一部裝甲救援車輛。庫特內縣消防及救援部門局長基斯杜化·韋伊在6月30日的簡報中表示，未來數天內，每宗消防及緊急醫療呼叫均會有警方同行，確保應急人員安全。

### 消防及緊急醫療應對
由於首批消防車「幾乎一到場就遭槍擊」並被迫尋找掩護，直至當晚坡面安全後，撲救行動才得以恢復。當約晚上7時30分安全封鎖解除後，愛達荷州土地局增派更多人工作業隊伍、消防車、重型機械及航空單位，全力加強對內特爾頓峽谷火災的夜間撲救。後來，改進後的地圖將總燒毀面積精確到23英畝（9.3公頃）。 到7月4日，消防官員報告火勢已控制住75%，撲滅資源轉移到清理行動。 沒有建築物受損，也無需疏散。
空中醫療由生命飛行網絡負責，派出一架直升機駐守庫特內健康醫院，並於美國95號公路設臨時降落區；鄰近多區的地面救護車亦在指揮中心待命，以應付任何進一步傷亡。

### 政界及組織反應
州長布拉德·利特爾形容這次伏擊是「一場針對那些致力保護和服務社區人員的邪惡襲擊」，並下令啟動州緊急行動中心，協調山火及後續調查支援。國際消防員協會則派出同儕支援團隊到科達倫，協助處理情緒與壓力。

### 調查
截至2025年6月30日，警方表示行兇動機「仍在積極調查中」。探員正分析槍手的電子設備，訪問其家屬，並審閱由ATF提供的槍械購買紀錄。FBI同時呼籲公眾提供6月29日中午12時30分至下午2時30分期間，在坎菲爾德山拍攝的任何影片資料。探員亦正處理羅利的皮卡車，該車在搜捕過程中被迫駛離森林小路，並分析其已刪除的社交媒體帳號資料。